# Robert de Cotte

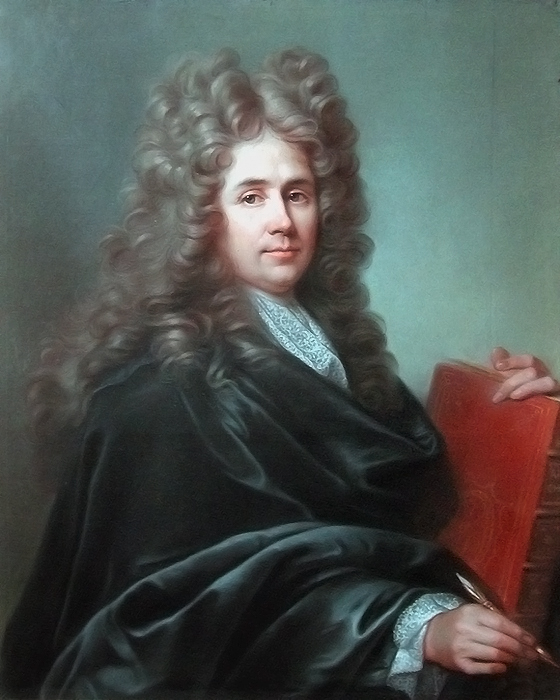
Robert de Cotte. Målning av Joseph Vivien omkring år 1701.

Robert de Cotte, född 1656 i Paris, död 15 juli 1735 i Passy, var en fransk arkitekt och dekoratör.
De Cotte var medhjälpare till Jules Hardouin-Mansart, vilken han efterträdde som kungens förste arkitekt, men vars barockstil han förändrade till större elegans och lätthet, särskilt i den inre dekorationen, något som bland annat visar sig i hans rum på slottet i Versailles. Från 1699 ledde han det kungliga konsthantverket vid Les Gobelins. De Cotte blev ledande för den nya stilriktning som, från Ludvig XIV:s sista år och under Ludvig XV:s förmyndarregering, brukar kallas régence. De Cotte byggde flera palats i Verdun och Strasbourg samt i Tyskland slotten i Brühl och Poppelsdorf. Bibliothèque Nationale i Paris förvarar hans teckningar och utkast till byggnadsverk och konstindustriella föremål.